# Internationale Cricket-Saison 1955
Die internationale Cricket-Saison 1955 fand zwischen Mai 1955 und September 1955 statt. Als Sommersaison wurden vorwiegend Heimspiele der Mannschaften aus Europa ausgetragen.

## Überblick

### Internationale Touren
| Beginn        | Heimteam    | Auswärtsteam | Resultate | Artikel |
| Beginn        | Heimteam    | Auswärtsteam | Test      | Artikel |
| ------------- | ----------- | ------------ | --------- | ------- |
| 26. März 1955 | West Indies | Australien   | 0–3 [5]   | Artikel |
| 9. Juni 1955  | England     | Südafrika    | 3–2 [5]   | Artikel |

## Nationale Meisterschaften
Aufgeführt sind die nationalen Meisterschaften der Full Member des ICC.
| Land    | First-Class              |
| ------- | ------------------------ |
| England | County Championship 1955 |